# Marlo Thomas
Marlo Thomas est une actrice et productrice américaine, née le 21 novembre 1937  à Détroit, Michigan (États-Unis).

## Biographie
Marlo Thomas est la fille de Danny Thomas, le fondateur de St. Jude Children's Research Hospital aux États-Unis.

## Filmographie

### comme actrice
- 1960 : Thriller (série TV)
- 1961 : The Joey Bishop Show (série TV) : Stella Barnes (1961-1962)
- 1967 : Cricket on the Hearth (TV) : Bertha (voix)
- 1970 : Jenny (en) de  George Bloomfield : Jenny
- 1974 : Free to Be... You & Me (TV) : Various characters (voix)
- 1977 : Thieves de John Berry : Sally Cramer
- 1977 : It Happened One Christmas (TV) : Mary Bailey Hatch
- 1984 : The Lost Honor of Kathryn Beck (TV) : Kathryn Beck
- 1985 : Consenting Adult (TV) : Tess Lynd
- 1986 : Danny Thomas Christmas (TV) : Co-Host
- 1986 : Nobody's Child (TV) : Marie Balter
- 1990 : In the Spirit : Reva Prosky
- 1991 : Held Hostage: The Sis and Jerry Levin Story (TV) : Lucille 'Sis' Levin
- 1994 : Ultime trahison (Ultimate Betrayal) (TV) : Sharon
- 1994 : Le Baiser du papillon (Reunion) (TV) : Jessie Yates
- 1995-2001 : Friends (TV) : Sandra Green
- 1997 : Une vraie blonde (The Real Blonde) de Tom DiCillo : Blair
- 1998 : Starstruck : Linda Phaeffle
- 1999 : Deuce Bigalow : Gigolo à tout prix : Margaret
- 2000 : Playing Mona Lisa : Sheila Goldstein
- 2000 : Ally McBeal (TV) : Lynnie Bishop
- 2002 : Ma fille, mon espoir (TV) : Julie Portman
- 2002 : Our Heroes, Ourselves (TV) : Host
- 2004 : Légitimes défenses (TV) : Ellen McCarthy
- 2004 : New York, unité spéciale (saison 5, épisodes 16, 19, 20 et 24) : avocate de la défense Mary Clark
- 2007 : Ugly Betty (TV) : Sandra Winthrop
- 2012 : LOL USA : Granny, la grand-mère de Lola
- 2012 : The New Normal (TV) : Nancy Niles
- 2013-2014 : Happily Never After (TV) : Narratrice
- 2015 : Ballers (TV) : Mère de Jason
- 2016 : Cardboard Boxer
- 2017 : The Female Brain : Lynne
- 2017 : Wet Hot American Summer: Ten Years Later (TV) : Vivian
- 2018 : Ocean's 8 : Rene
- 2022 : Coup de foudre au village de Noël :  Vivian

### comme productrice
- 1974 : Free to Be... You & Me (TV)
- 1977 : It Happened One Christmas (TV)
- 1984 : The Lost Honor of Kathryn Beck (TV)
- 1988 : Leap of Faith (TV)
- 1989 : Taken Away (TV)
- 1994 : Le Baiser du papillon (Reunion) (TV)
- 2002 : Ma fille, mon espoir (Two Against Time) (TV)
- 2002 : Our Heroes, Ourselves (TV)

## Voix françaises
- Frédérique Cantrel dans Une vraie blonde (1998)
- Joëlle Brover dans LOL USA (2012)